# Kid Ory

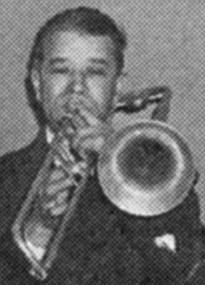
Kid Ory

Edward „Kid“ Ory (* 25. Dezember 1886 in LaPlace, Louisiana; † 23. Januar 1973 auf Hawaii, beigesetzt in New Orleans) war ein US-amerikanischer Jazz-Posaunist und Bandleader.

## Leben und Wirken
Nach seinem Einstieg in die Musik als Banjospieler und Versuchen auf dem Kornett wurde er stilbildender Posaunist des New Orleans Jazz. Erste Profiauftritte hatte er schon mit knapp zehn Jahren. Er spielte im typischen „Tailgate“-Stil, bei dem die Zugposaune die Melodielinien der Trompete mit kurzen Phrasen rhythmisch kontrastiert und begleitet; typisch sind hier die auftaktigen Glissandi.

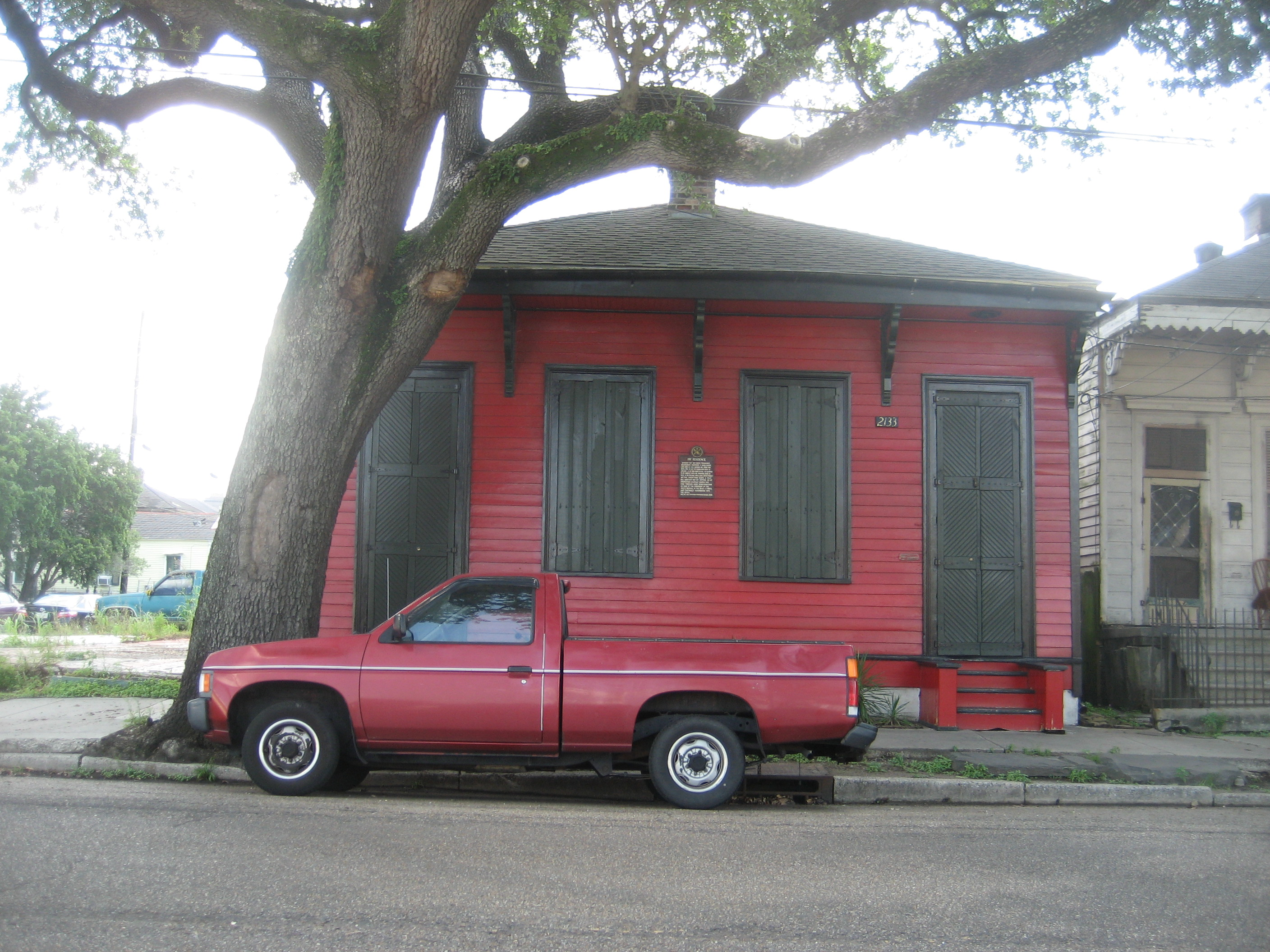
Dieses Haus an der Jackson Avenue in New Orleans war in den 1910er Jahren Orys Wohnsitz.

Von 1912 bis 1919 leitete er die populärste Band in ganz New Orleans. Viele Musiker des „Hot Jazz“ spielten in dieser Zeit mit Ory, darunter King Oliver, der junge Louis Armstrong, der Oliver ersetzte, Johnny Dodds, Sidney Bechet und Jimmie Noone.
1919 zog Ory auf Anraten seines Arztes in das wärmere Kalifornien. Zusammen mit anderen New Orleans-Musikern spielte er dann unter dem Namen „Kid Ory’s Creole Orchestra“ an der Westküste. 1922 war sie die erste schwarze Band aus New Orleans, die eine Schallplatte mit Jazz für das kurzlebige Label Sunshine Record Company aufnahm (allerdings unter dem Pseudonym „Spike’s Seven Pods of Pepper Orchestra“), unter anderem mit den Kompositionen Ory’s Creole Trombone und dem Society Blues.
1925 zog Ory weiter nach Chicago und nahm dort regelmäßig mit King Oliver, Louis Armstrong and His Hot Five und Hot Seven auf (Hot Fives & Sevens); auch spielte er bei Jelly Roll Morton, Johnny Dodds und einigen anderen Bands aus der Umgebung, wie bei Boyd Atkins. Während der Depression zog sich Ory weitgehend von der Musikszene zurück und betrieb mit seinem Bruder eine Hühnerfarm. Im Zuge des Dixieland-Revivals der 1940er ließ er sein „Creole Orchestra“ 1943 wieder aufleben und war aktiv als Livemusiker und bei Plattenaufnahmen bis zu seinem endgültigen Rückzug aus der Musik im Jahre 1966.

## Sammlung
- The Complete Kid Ory Verve Sessions (1956–1961) – (Mosaic – 1999) – 8 CDs mit Alvin Alcorn, Phillip Gomez cl, Cedric Haywood, Wellman Braud, Kansas Fields, Red Allen, J. C. Higginbotham, Jack Teagarden, Buster Bailey, Claude Hopkins, Arvell Shaw, Earl Watkins dm, Marty Marsala, Darnell Howard, Frank Haggerty g, Charles Oden b, Teddy Buckner, Caughey Roberts cl, Jesse Sailes dm, Robert McCracken cl, Morty Corb b, Alton Redd dm, Lionel Reason p, Andrew Blackeney tp, Bob Van Eps p, Johnny St. Cyr, Bob Boyack b, Ennis Doc Cenardo dm

## Wichtige Kompositionen
- Muskrat Ramble
- Ory’s Creole Trombone
- Savoy Blues